# 奥山澄雄
奥山 澄雄（おくやま すみお、1929年〈昭和4年〉3月25日 - 2001年〈平成13年〉1月30日）は、日本の政治家。東京都墨田区長（3期）。

## 来歴
愛知県出身。日本大学経済学部卒。東京都墨田区役所に勤務する。企画経営室長、総務部財務課長、建設部計画課長などを経て、助役に就任する。
1987年〈昭和62年〉墨田区長選挙に立候補し、初当選。在任中はJR錦糸町駅北口の再開発、墨田区役所新庁舎、福祉保健センター、郷土文化資料館、すみだトリフォニーホールなどの建設に力を入れ、雨水利用促進制度を発足させるなど、独自の施策を打ち出した。1991年〈平成3年〉に再選。1995年〈平成7年〉には元民社党衆議院議員の伊藤昌弘らを破って三選を果たした。
1999年〈平成11年〉に引退。同年秋の叙勲で勲四等旭日小綬章受章。2001年〈平成13年〉1月30日死去、71歳。死没日をもって従五位に叙される。